# A41高速公路
A41高速公路是法国的一条高速公路，全长131千米，于1975年开建，2008年全线建成通车。A41始于Saint-Julien-en-Genevois，终于La Motte-Servolex。A4也是欧洲E712和E70公路的一部分。